# Palmers tangare
Palmers tangare  (Poecilostreptus palmeri synoniem: Tangara palmeri) is een zangvogel uit de familie Thraupidae (tangaren). 

## Verspreiding en leefgebied
Deze soort komt voor van oostelijk Panama tot noordwestelijk Ecuador.

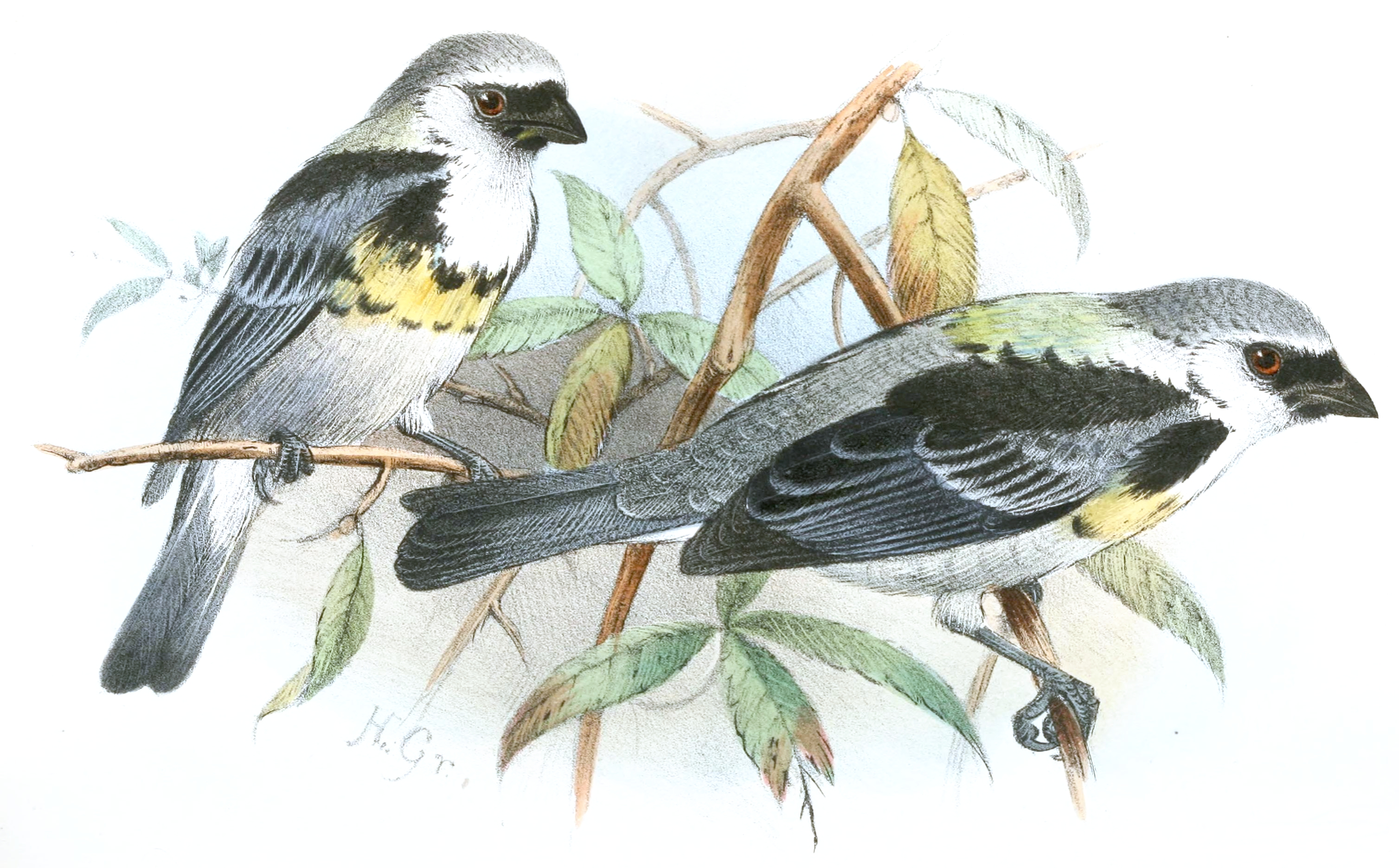